# Club de Remo Olímpico Donostia Arraun Lagunak
Club de Remo Olímpico Donostia Arraun Lagunak es un club de remo de San Sebastián. Fundado en 1965 como C.R.O. Arraun Lagunak, en 1996 se fusionó con C.R. Donostia, creando C.R.O. Donostia Arraun Lagunak.

## Trayectoria
Inicialmente dedicado al banco móvil, en la década de los 70 saca al agua la trainera por primera vez. Participan por primera vez en la Bandera de la Concha en 1971. En 2007, es partícipe del convenio para formar Donostiarra, la trainera unificada de la ciudad, hasta 2017, año en que se considera fuera del proyecto.
En octubre de 2014, Donostia Arraun Lagunak forma una trainera femenina con la que participa en las regatas de liga femenina Guipuzcoana y clasificatoria de la regata de La Concha. En la temporada 2015-2016 la trainera femenina se afianza en el mundo del remo femenino guipuzcoano obteniendo el 4.º puesto en la citada liga, y 6.º en la regata de la concha. Esa misma temporada también se obtuvo la medalla de bronce en el territorial de trainerillas.
Ya en 2017, la trainera femenina obtiene la clasificación para la Liga Euskotren. En dicha liga alcanza un 4.º puesto, misma posición que en la regata de la Concha.
En 2018 vuelve a clasificarse para la Liga Euskotren, alcanzando un 3.º puesto que asegura su participación en la Liga del 2019. Vuelven a obtener el 4.º puesto en la Regata de la Concha.
En 2021 consigue hacerse con la Liga junto a 7 banderas.

## Palmarés banco fijo
Campeonatos
- 1 Campeonato de España de Traineras: 1992.
- 1 Campeonato del País Vasco de Traineras: 1992.
- 1 Campeonato de Guipúzcoa de Traineras: 2021.
- 2 Campeonatos de Guipúzcoa de Bateles: 1999, 2000.

Banderas
- 2 Bandera de Zumaya: 1991, 1992.
- 2 Bandera Carmen: 1990, 1991
- 1 Bandera de Fuenterrabía: 1991.
- 1 Bandera Ciudad de Castro Urdiales: 1991.
- 1 Bandera de Sestao: 1991.
- 1 Bandera de Fortuna: 1993.
- 1 Bandera de las Arenas: 1993.
- 1 Bandera Batera de Portugalete: 1998.
- 1 Bandera Donostia Arraun Lagunak: 2001
- 1 Bandera de Ondárroa: 2004.

Campeonatos femeninos 
- 1 Liga Euskotren: 2021
- 1 Campeonato de Guipúzcoa de Traineras: 2021
- 2 Campeonato de Euskadi de Traineras: 2021, 2022

Banderas Femeninas
- 1 Bandera Fiesta del Besugo: 2016
- 1 Descenso de Portugalete: 2018
- 1 Memorial Bilba (Deusto): 2018
- 1 Bandera de Ondarroa: 2018
- 1 Bandera de Lequeitio: 2019
- 1 Bandera Caixabank: 2021
- 1 Bandera de Getxo: 2021
- 1 Bandera Kaiarriba: 2021
- 2 Bandera de Bilbao: 2021, 2022
- 1 Bandera de Santurce: 2021
- 1 Bandera de Fuenterrabía: 2021
- 1 Bandera de Isuntza: 2022

Trainerilla Femenina
- 1 Campeonato de Guipúzcoa de Trainerillas: 2019

Batel Femenino
- 1 Campeonato de Euskadi de Bateles: 2019